# باشگاه والیبال اتکا تهران
باشگاه والیبال اتکا یک باشگاه والیبال ایرانی است که در سال ۱۳۹۵ در تهران تأسیس شد. صاحب و حامی مالی این باشگاه، فروشگاه‌های زنجیره‌ای اتکا است.

## تیم
- رسول نجفی – پاسور
- علی نودوزپور – پاسور
- جواد حسین‌آبادی – پشت‌خط‌زن
- محمود رسولی – پشت‌خط‌زن
- حامد تاری وردی – دریافت‌کننده
- رامین خانی – دریافت‌کننده
- پوریا فیاضی – دریافت‌کننده
- رضا عابدینی – مدافع میانی
- رحمان تقی‌زاده – مدافع میانی
- طیب عینی – مدافع میانی
- بیژن براتی – لیبرو
- سرمربی: فرهاد نفرزاده
- مربی: داوود آهنگری